# Steve Coogan
Stephen John „Steve” Coogan (ur. 14 października 1965 w Middleton) – brytyjski aktor, komik, filmowiec, producent i scenarzysta. Dwukrotny laureat nagrody BAFTA, trzykrotny zdobywca British Comedy Awards.

## Filmografia

### Filmy
- 1995: Indianin w kredensie (The Indian in the Cupboard) jako Tommy Atkins
- 1996: O czym szumią wierzby (The Wind in the Willows) jako Kret
- 1998: Słodycz zemsty (Sweet Revenge) jako Bruce Tick
- 2001: Kurator (The Parole Officer) jako Simon Garden
- 2002: 24 Hour Party People jako Tony Wilson
- 2003: Kawa i papierosy (Coffee and Cigarettes) jako Steve
- 2004: Ella zaklęta (Ella Enchanted) jako wąż Heston (głos)
- 2004: W 80 dni dookoła świata (Around the World in 80 Days) jako Phileas Fogg
- 2005: Szczęśliwe zakończenia (Happy Endings) jako Charley Peppitone
- 2005: Tristram Shandy: Wielka ściema (Tristram Shandy: A Cock and Bull Story) jako Tristram Shandy / Walter Shandy / Steve Coogan
- 2006: Noc w muzeum (Night at the Museum) jako Octavius
- 2006: Maria Antonina (Marie Antoinette) jako hrabia Florimont-Claude Mercy-Argenteau
- 2007: Hot Fuzz – Ostre psy jako inspektor policji metropolitarnej
- 2008: Jaja w tropikach (Tropic Thunder) jako Damien Cockburn
- 2009: Zapętleni (In the Loop) jako Paul Michaelson
- 2009: Noc w muzeum 2 (Night at the Museum: Battle of the Smithsonian) jako Octavius
- 2010: Marmaduke – pies na fali jako Raisin (głos)
- 2010: Policja zastępcza (The Other Guys) jako David Ershon
- 2010: Percy Jackson i bogowie olimpijscy: Złodziej pioruna (Percy Jackson & the Olympians: The Lightning Thief) jako Hades
- 2012: Ruby Sparks jako Langdon Tharp
- 2013: Prawdziwa historia króla skandali jako Paul Raymond
- 2013: Minionki rozrabiają (Despicable Me 2) jako Silas Ramsbottom (głos)
- 2013: Tajemnica Filomeny (Philomena) jako Martin Sixsmith
- 2015: Minionki (Minions) jako Professor Flux / strażnik Tower (głos)
- 2016: Sekretne życie zwierzaków domowych jako Ozone / Reginald (głos)
- 2017: Gru, Dru i Minionki (Despicable Me 3) jako Silas Ramsbottom / Fritz (głos)

### Seriale TV
- 1996: Opowieści z krypty (Tales from the Crypt) jako Danny Skeggs
- 1997–2002: Mówi Alan Partridge (I'm Alan Partridge) jako Alan Partridge
- 2006: Mała Brytania (Little Britain) jako pilot
- 2007: Pohamuj entuzjazm (Curb Your Enthusiasm) jako dr Bright
- 2010: Neighbors from Hell jako Szatan (głos)
- 2012: Simpsonowie (The Simpsons) jako Rowan Priddis (głos)
- 2015: Happyish jako Thom Payne